# Fòrum Grimaldi

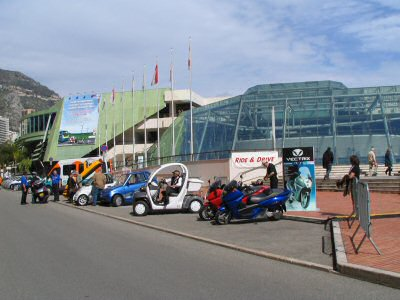
El Fòrum Grimaldi durant l'esdeveniment EVER Mònaco de 2006

El Fòrum Grimaldi (o Grimaldi Forum), és un centre de conferències i de congressos situat al passeig marítim del barri de platges, a Mònaco, anomenat Larvotto. El Ballet de Montecarlo i l'Orquestra Filharmònica de Montecarlo hi realitzen activitats regularment. Aquesta és també la seu de l'exposició EVER Mònaco celebrada el març de cada any.
Durant la renovació de la Salle Garnier a l'Opéra de Monte-Carlo el 2004-05, les òperes es van presentar a la Sala dels Prínceps ( Salle des Princes) al Fòrum Grimaldi.
El Fòrum Grimaldi també alberga el sorteig de la fase de grups de la Lliga de Campions de la UEFA, i la gala de designació del futbolista de la UEFA de l'any. Allotja també el sorteig per la fase de grups de la UEFA Europa League, abans del partit de la Supercopa d'Europa, quan es juga a l'Estadi Lluís II a Fontvieille.